# Agathon bilobatoides
Agathon bilobatoides är en tvåvingeart som först beskrevs av Kitakami 1931.  Agathon bilobatoides ingår i släktet Agathon och familjen Blephariceridae. Inga underarter finns listade i Catalogue of Life.